# Жозе Роберто де Олівейра
Жозе Роберто де Олівейра або просто Зе Роберто (порт.-браз. José Roberto de Oliveira / Zé Roberto; нар. 9 грудня 1980, Ітумбіара, Гояс, Бразилія) — бразильський футболіст, атакувальний півзахисник.

## Життєпис
Зе Роберто народився в місті Ітумбіара, штат Гояс. Вихованець «Куритиби», на початку кар'єри перебував у заявках «Мірассола» та «Жувентуса» (Сан-Паулу). У 2000 році опинився в «Крузейро», який пізніше того ж року віддав його в оренду одному з грандів португальського футболу, «Бенфіці». Однак не зміг там закріпитися, тому через півроку він виїхав із Португалії до Бразилії. Повернувшись у Бразилію, «Крузейро» домовився про трансфер гравця з «Португезою», яка незабаром продала його «Віторії». І саме у «Віторії», під час виступів у чемпіонаті Бразилії 2002 року, Зе Роберто вперше дебютував на національному рівні. Залишався в Леао Байяно до 2004 року, після чого його продали в японський клуб «Касіва Рейсол», де грав лише один рік і повернувся до червоно-чорних у 2005 році.
У 2005 році підписав контракт з «Ботафогу». Його контракт містив пункт, який дозволяв роботодавцю звільнити гравця, якщо той проявить недисциплінованість. В «Альвінегро» Зе Роберто став одним із визначальних гравців команди, яка виграла Лігу Каріока 2006, а також потрапив у номінацію на нагороду Craque do Brasileirão у тому ж році на позиції правого півзахисника. У 2007 році став ключовим гравцем у тактичній схемі тренера Куки, так званій Каруселі Альвінегро, яка виграла Трофей Ріо. Завдяки вдалим виступам зумів знову привернути увагу європейських клубів. Однак проблеми з дисципліною, які проявилися під час Серії А 2007, призвело до його виключення з команди. Спійманий за розвагою в нічному клубі Салвадору після того, як попросив відпустку за станом здоров’я, Зе Роберто зрештою був відсторонений від вирішальної гри проти «Сан-Паулу», на той час двох найкращих команд чемпіонату Бразилії. Зазнавши поразки в цій грі, «Ботафого» продовжував демонструвати невдалі результати, і в підсумку Кука попросив керівництво повернути його до команди. Зе Роберто повернули, але гравець не зміг повернути «Ботафого» в боротьбу за національний титул, незважаючи на вдалі виступи.
У серпні 2007 року представники гравця домовилися про перехід за 3 мільйони євро з «Ботафогу» до «Шальке 04». 4 січня 2008 року сторони оформили угоду, і Зе Роберто приєднався до німецького клубу. Дебютував за «Шальке 04» 3 лютого 2008 року в переможному (4:1) поєдинку проти «Штутгарта», в якому відзначився голом на 90-й хвилині, лише через 33 секунди після виходу на футбольне поле замість Івана Ракитича. Після того, як Зе Роберто повідомив бразильським ЗМІ під час зимової перерви сезону 2008/09, що він не повернеться в Гельзенкірхен на до початку тренувальних зборів «Шальке», зрештою він виконав обіцянку і не повідомив про своє рішення «Шальке» безпосередньо. Клуб розцінив його дії як порушення умов трудового договору. 12 грудня 2008 року орендований «Фламенгу» до кінця сезону. Зе Роберту провів свій перший матч за «Фламенгу» 4 лютого 2009 року, в поєдинку переможному (4:1) проти «Мескіти» на Маракані, в якому провів 72 хвилини. Через шість хвилин після виходу на футбольне поле відзначився своїм першим голом за нову команду 21 жовтня 2009 року оголосив про своє бажання залишитися у «Фламенгу» й після закінчення терміну орендного договору. Після зимової перерви, 6 січня 2010 року, із запізненням повернувся до Гельзенкірхена.
У травні 2010 року домовився про перехід у «Васко да Гама», з яким підписав контракт, розрахований до липня 2011 року (починав діяти з серпня 2010 року). У січні 2011 року перейшов до «Інтернасьйоналя» (Порту-Алегрі), а через рік — перейшов до «Баїя». 29 серпня 2013 року, через декілька місяців після відходу з «Баїї», підписав контракт з «Фігейренсе». У 2014 році підписав контракт з «Бразильєнсе». У 2015 році прийняв запрошення «Ботафогу» (Рібейран-Прету). За «Триколорів Рібейрана» 34-річний півзахисник провів 11 матчів і відзначився 2-ма голами у Лізі Пауліста 2015 року.

## Завершення кар'єра
Зе Роберто, який грав за «Ботафогу» у Лізі Паулісти 2015, пояснив, що відстань і слабкий контакт із родиною, особливо з дружиною та восьмирічним сином, вплинули на його рішення.
У Салвадорі в телефонному інтерв'ю виданню Globo Esporte зазначив, що рішення прийнято, і він змінить його, лише якщо отримає «невідмовну» пропозицію або щось ближче до дому, щоб мати можливість частіше бачитися з родиною.
|  | Я маю намір завершити. Я розмовляв з дружиною, і вона сказала, що мій син дуже сумує, і я теж сумую за ним, гуляючи. Я планую завершити, щоб побути зі своєю родиною. Мені потрібно побачити їх |

## Статистика виступів

### Клубна
| Клубні виступи | Клубні виступи        | Клубні виступи | Ліга  | Ліга |
| Сезон          | Клуб                  | Ліга           | Матчі | Голи |
| Бразилія       | Бразилія              | Бразилія       | Ліга  | Ліга |
| -------------- | --------------------- | -------------- | ----- | ---- |
| 2000           | «Крузейро»            | Серія A        | 3     | 0    |
| 2001           | «Португеза Деспортос» | Серія A        | 0     | 0    |
| 2002           | Віторія               | Серія A        | 8     | 3    |
| 2003           | Віторія               | Серія A        | 36    | 6    |
| Японія         | Японія                | Японія         | Ліга  | Ліга |
| 2004           | «Касіва Рейсол»       | Джей-ліга 1    | 18    | 1    |
| Бразилія       | Бразилія              | Бразилія       | Ліга  | Ліга |
| 2005           | «Віторія»             | Серія B        | 0     | 0    |
| 2005           | «Ботафогу»            | Серія A        | 17    | 3    |
| 2006           | «Ботафогу»            | Серія A        | 30    | 9    |
| 2007           | «Ботафогу»            | Серія A        | 24    | 2    |
| Німеччина      | Німеччина             | Німеччина      | Ліга  | Ліга |
| 2007/08        | «Шальке 04»           | Бундесліга     | 3     | 1    |
| 2008/09        | «Шальке 04»           | Бундесліга     | 0     | 0    |
| Бразилія       | Бразилія              | Бразилія       | Ліга  | Ліга |
| 2009           | «Фламенгу»            | Серія A        | 25    | 5    |
| Німеччина      | Німеччина             | Німеччина      | Ліга  | Ліга |
| 2009/10        | «Шальке 04»           | Бундесліга     |       |      |
| Країна         | Бразилія              | Бразилія       | 143   | 27   |
| Країна         | Японія                | Японія         | 18    | 1    |
| Країна         | Німеччина             | Німеччина      | 3     | 1    |
| Загалом        | Загалом               | Загалом        | 164   | 29   |

### Flamengo career statistics
(Станом на 6 грудня 2009 року)
| Клуб       | Сезон | Ліга Каріока | Ліга Каріока | Ліга Каріока | Серія A Бразилії | Серія A Бразилії | Серія A Бразилії | Кубок Бразилії | Кубок Бразилії | Кубок Бразилії | Кубок Лібертадорес | Кубок Лібертадорес | Кубок Лібертадорес | Південноамериканський кубок | Південноамериканський кубок | Південноамериканський кубок | Загалом | Загалом | Загалом |
| Клуб       | Сезон | Матчі        | Голи         | Асисти       | Матчі            | Голи             | Асисти           | Матчі          | Голи           | Асисти         | Матчі              | Голи               | Асисти             | Матчі                       | Голи                        | Асисти                      | Матчі   | Голи    | Асисти  |
| ---------- | ----- | ------------ | ------------ | ------------ | ---------------- | ---------------- | ---------------- | -------------- | -------------- | -------------- | ------------------ | ------------------ | ------------------ | --------------------------- | --------------------------- | --------------------------- | ------- | ------- | ------- |
| «Фламенгу» | 2009  | 14           | 3            | 4            | 25               | 5                | 2                | 4              | 2              | 0              | -                  | -                  | -                  | 1                           | 0                           | 0                           | 44      | 10      | 6       |

згідно зі зведеними джерелами на.

## Досягнення
«Віторія»
- Ліга Баїяно
  -  Чемпіон (3): 2002, 2003, 2005

- Кубок Нордесте
  -  Володар (1): 2003

«Ботафогу»
- Ліга Каріока
  -  Чемпіон (1): 2006

- Кубок Гуанабара
  -  Володар (1): 2006

«Фламенгу»
- Серія A Бразилії
  -  Чемпіон (1): 2009

- Ліга Каріока
  -  Чемпіон (1): 2009

- Трофей Ріо
  -  Володар (1): 2009

- Трофей Рей ду Ріо
  -  Володар (1): 2009

«Інтернасьйонал»
- Ліга Гаушу
  -  Володар (1): 2011

- Кубок Феррупілья
  -  Володар (1): 2011

«Баїя»
- Ліга Баїяно
  -  Чемпіон (2): 2012[14], 2015